# Revelstoke - Un bacio nel vento
Revelstoke - Un bacio nel vento è un film documentario del 2015 diretto da Nicola Moruzzi.

## Trama
Il regista ricostruisce la storia del bisnonno, Angelo Conte, emigrato in Canada dal Veneto negli anni '10 del Novecento e morto a 28 anni per un incidente sul lavoro.